# Helma Seitz
Helma Seitz (23 de febrero de 1913 - 11 de julio de 1995) fue una actriz de nacionalidad alemana. Fue sobre todo conocida por su papel de Fräulein Rehbein, la secretaria del comisario Keller, a la que encarnó en numerosos episodios de la serie policiaca Der Kommissar.

## Biografía
Nacida en Offenbach del Meno, Alemania, e hija de fabricantes, se educó como actriz teatral e inició una carrera en los escenarios que la llevó a actuar en Fráncfort del Meno, Hannover y Oldemburgo. 
Allí se casó con el actor Theodor Becker. Fruto de su relación, en 1935 nació su hija, la actriz Renate Becker. La pareja se divorció en 1937. Tras el final de la Segunda Guerra Mundial, se casó con el empresario inglés Arthur Hartog, con el que se fue a vivir a Canadá. 
Tras vivir diez años en la ciudad de Nueva York, Seitz se divorció de nuevo, por lo que volvió finalmente a Europa, actuando en Linz, Kiel y Múnich.
En 1968 actuó por vez primera para la televisión, trabajando en la producción Babeck. Posteriormente intervino en episodios de diferentes series (en 1983 en Nesthäkchen) y recibió varios premios: en 1970, 1971 y 1972 el Premio Bambi de oro por su participación en Der Kommissar, y en 1975 el Bambi de plata.
Helma Seitzfalleció en 1995, a los 82 años de edad, en Colonia, Alemania. Fue enterrada en el Cementerio Melaten de dicha ciudad.

## Filmografía (selección)
- 1962 : Tunnel 28
- 1967 : Der Tod läuft hinterher
- 1968 : Babeck
- 1969 : Herr Wolff hat seine Krise
- 1969 : Verraten und Verkauft
- 1969–1976 : Der Kommissar (84 episodios)
- 1971 : Paul Esbeck
- 1971 : Der Kurier der Kaiserin
- 1972 : Alexander Zwo
- 1972 : The Salzburg Connection
- 1973 : Starting Out
- 1976 : Tatort, episodio Abendstern
- 1977–1986 : Polizeiinspektion 1 (4 episodios)
- 1978–1986 : Derrick (3 episodios)
- 1979–1988 : Der Alte (6 episodios)
- 1979 : Fabian
- 1982 : Ein Stück Himmel
- 1983 : Nesthäkchen
- 1983 : Unsere schönsten Jahre
- 1984 : Funkeln im Auge
- 1987 : Wer erschoss Boro? (TV)
- 1989–1993 : Mit Leib und Seele